# فضيحة

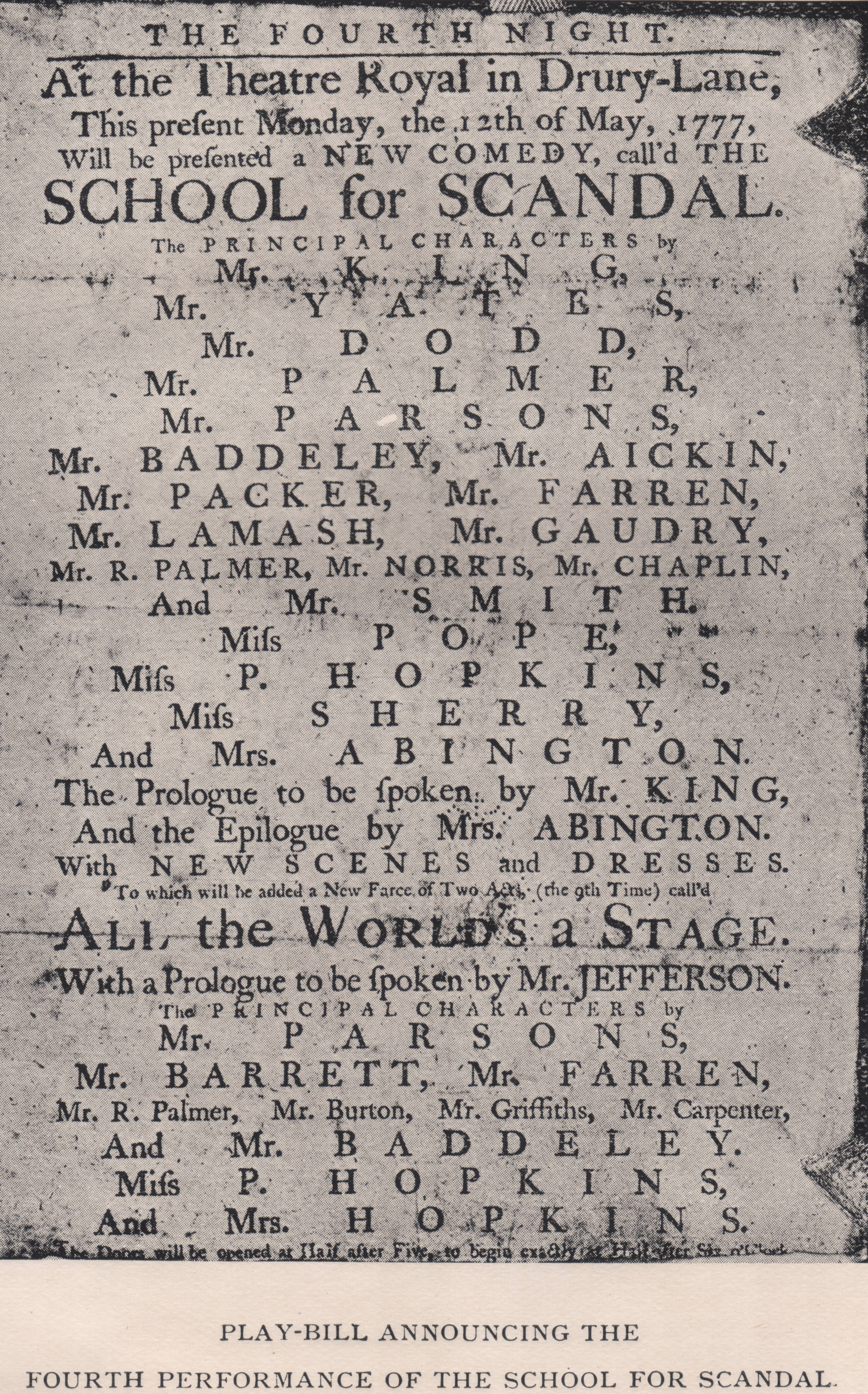

الفضيحة في أبسط تعريفاتها هي تجاوز يطعن المجتمع في أخلاقياته ومعتقداته، ولكن ذلك التجاوز الأخلاقي يظل مسألة نسبية لخضوعه لتغير الزمان والمكان.
وهنالك عدة أنواع من الفضائح:
- فضيحة اجتماعية
- فضيحة جنسية
- فضيحة سياسية
- فضيحة أخلاقية
- فضيحة مالية
- فضيحة ديبلوماسية
- فضيحة إعلامية
- فضيحة رياضية

نوع آخر
- أو مسرحية فضيحة